# Zatańczymy?
Zatańczymy? (ang. Shall We Dance) – amerykański film muzyczny z 1937 roku w reżyserii Marka Sandricha. W rolach głównych wystąpili Fred Astaire i Ginger Rogers (był to siódmy z ich dziesięciu wspólnych filmów).

## Obsada
- Fred Astaire – Peter P. Peters
- Ginger Rogers – Linda Keene
- Edward Everett Horton – Jeffrey Baird
- Eric Blore – Cecil Flintridge
- Jerome Cowan – Arthur Miller
- Ketti Gallian – Lady Denise Tarrington
- William Brisbane – Jim Montgomery
- Harriet Hoctor – Harriet Hoctor